# Callyspongia tubulosa
Callyspongia tubulosa är en svampdjursart som först beskrevs av Eugen Johann Christoph Esper 1797.  Callyspongia tubulosa ingår i släktet Callyspongia och familjen Callyspongiidae. Inga underarter finns listade i Catalogue of Life.